# Gasteracantha hecata

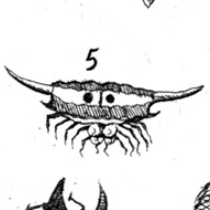
Teckning från 1704

Gasteracantha hecata är en spindelart som först beskrevs av Charles Athanase Walckenaer 1842.  Gasteracantha hecata ingår i släktet Gasteracantha och familjen hjulspindlar.
Artens utbredningsområde är Filippinerna. Inga underarter finns listade i Catalogue of Life.